# 6 Below: Miracle on the Mountain
Pour plus de détails, voir Fiche technique et Distribution.
6 Below: Miracle on the Mountain est un film américain réalisé par Scott Waugh, sorti en 2017.
Le film raconte l'histoire vraie d'Éric LeMarque, ancien joueur professionnel de hockey sur glace (incarné par l'acteur Josh Hartnett), lorsqu'il s'est retrouvé coincé dans la High Sierra pendant une tempête de neige féroce où il a du utiliser sa volonté d'esprit pour survivre.

## Synopsis
La misère dans la vie d'Éric s'accumule et en plein sevrage d'une addiction à la drogue, il décide de s'évader du réel et de s'enfoncer dans les montagnes avec son snowboard. 
Le temps change soudainement et il se perd dans une tempête de neige. Pour survivre, Éric doit combattre l'hypothermie, la déshydration, les hallucinations et la nature capricieuse mais il est également obligé de confronter soi-même et faire face aux mauvais choix de son passé. Entre-temps, sa mère a mis sur pied une opération de sauvetage.

## Fiche technique
Sauf indication contraire, les informations mentionnées dans cette section peuvent être confirmées par la base de données cinématographiques IMDb,  présente dans la section « Liens externes ».
- Titre original : 6 Below: Miracle on the Mountain
- Réalisation : Scott Waugh[2]
- Scénario : Madison Turner (d'après le roman Crystal Clear d'Éric LeMarque et Davin Seay)
- Direction artistique : Diane Millett
- Décors : Josh Fletcher, Brian Lives, Stephen Lupsha et Cailan O'Connell
- Costumes : Jacqueline Newell et Jacqui Newell
- Photographie : Michael Svitak
- Montage : Vashi Nedomansky et Scott Waugh
- Musique : Nathan Furst
- Casting : Rich Delia
- Production : Scott Waugh, Tucker Tooley, Simon Swart, Bradley Pilz, Grant Gilmore et David Grace

Associée : Derrick Strickland et Vashi Nedomansky
Exécutive : Tom Lesinski, Louise Linton, Michael J. Mailis, Steven Mnuchin, Greg P. Russell et Madison Turner
- Sociétés de production : Dune Entertainment, October Sky Films, Sonar Entertainment, Stormchaser Films, Tucker Tooley Entertainment
- Sociétés de distribution : Momentum Pictures (en)
- Pays d'origine :  États-Unis
- Langue originale : anglais
- Format : couleur - 35 mm - 2,35:1 - son Dolby Digital
- Genre : biographie, aventure, dramatique[3]
- Durée : 98 minutes
- Dates de sortie[4] :
  - États-Unis : 13 octobre 2017
- Public :
  - États-Unis : interdit aux moins de 13 ans

## Distribution
- Josh Hartnett (VF : Damien Boisseau) : Éric LeMarque
- Mira Sorvino (VF : Anneliese Fromont) : Susan LeMarque
- Sarah Dumont (VF : Ingrid Donnadieu) : Sarah
- Kale Culley : Eric LeMarque, jeune
- Jason Cottle (VF : Emmanuel Karsen) : David LeMarque
- Austin R. Grant (VF : Nicolas Dussaut) : Corey
- Nathan Stevens (VF : Vincent Ropion) : Seth
- Marty McSorely (VF : Michel Voletti) : Coach des Bruins de Boston
- Sean Pilz : Jake
- Vashi Nedomansky : Spivack
- David H. Stevens : Wade
- Beth Waugh : Beth